# 서울목운초등학교
서울목운초등학교(서울木雲初等學校)는 대한민국 서울특별시 양천구 목동에 있는 초등학교다.

## 학교 연혁
- 2008년 11월 7일 : ‘서울목운초등학교’ 설립인가
- 2009년 3월 1일 : ‘서울목운초등학교’ 개교